# جواكيم ألبينو
جواكيم ألبينو (بالبرتغالية: Joaquim Albino‏) (23 يناير 1931 بريو دي جانيرو في البرازيل - ) هو لاعب كرة قدم برازيلي في مركز جناح ‏. لعب مع نادي بالميراس ونادي فلومينينسي.